# Погост-Быково
Погост-Быково — село в Суздальском районе Владимирской области России, входит в состав Селецкого сельского поселения.

## География
Село расположено в 12 км на северо-восток от райцентра города Суздаль.

## История

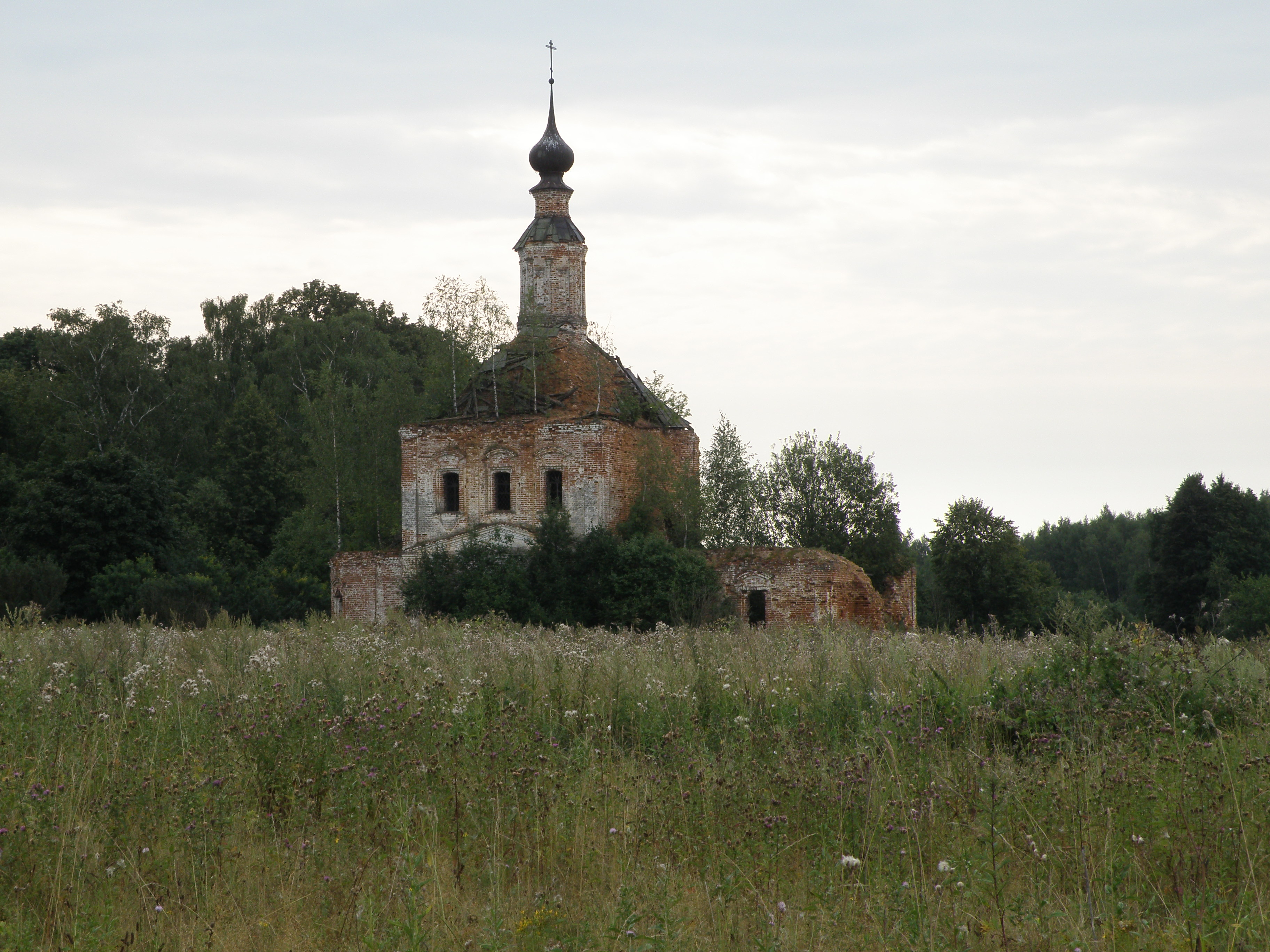
Церковь иконы Божией Матери «Знамение». 2011 год

Погост Быково упоминается в документах начала XVII столетия. В 1896 года приход: село и деревни Гридино и Малахово. Всех дворов в приходе 65, душ мужского пола 226, женского пола 237 душ.
В конце XIX — начале XX века село входило с состав Быковской волости Суздальского уезда.
С 1929 года село входило в состав Лопатницкого сельсовета Суздальского района, позднее — Красногвардейского сельсовета.

## Население
| 1859 | 1926 |
| ---- | ---- |
| 361  | 543  |

| 1859 | 1905 | 1926 | 2002 | 2010 | 2021 |
| ---- | ---- | ---- | ---- | ---- | ---- |
| 361  | ↗529 | ↗543 | ↘34  | ↘12  | ↗41  |

## Достопримечательности
В селе находится недействующая Церковь иконы Божией Матери «Знамение» (1777) (подворье Суздальского Ризоположенского женского монастыря).